# Гильом I (граф Прованса)
Гильом I (II) Освободитель (фр. Guillaume Ier le Libérateur; ок. 955 — 993, после 29 августа) — граф Авиньона с 962, граф Прованса после 968, маркиз Прованса с 979, сын графа Арля Бозона II и Констанции Вьеннской.

## Биография
После смерти дяди, графа Авиньона Гильома I, граф Арля Бозон II объединил в своих руках владения, которые получили название графство Прованс. После этого Бозон даровал Гильому титул графа Авиньона.
После смерти Бозона II Гильом и его брат Ротбальд II унаследовали Прованс в нераздельном владении. Все их потомки носили титул графа Прованса. Точно не установлено, каким образом Гильом и Ротбальд, а после их смерти и их потомки, делили полномочия по управлению графством.
Гильом и Ротбальд неоднократно упоминались в документах того времени. В апреле 970 году они подписали акт о дарении аббатству Сен-Виктор в Марселе, а около 990 года — акт о дарении аббатству Клюни.
Одной из проблем, решённых Гильомом во время своего правления, была победа над сарацинами, которые укрепились в крепости Фраксинет на юге Прованса, откуда они совершали набеги на окрестные территории. Во Фраксинет, с 940 года находившийся под контролем халифа Кордовы, стали стекаться воины из Испании. В 950-е — 960-е годы набеги сарацин участились, под их контролем находился Южный Прованс, кроме того они стали проникать вглубь Бургундского королевства, в состав которого входили владения Гильома. Однако с начала 960-х годов благодаря укреплению Священной Римской империи христиане стали отвоёвывать земли у сарацин.
В 972 году сарацины захватили аббата Клюни Майоля. Его вскоре освободили, но факт захвата вызвал недовольство провансальских феодалов. В июле 972 года Гильом вместе с братом Ротбальдом и некоторыми другими провансальскими феодалами, возглавил отряд, который выступил против сарацин. Соединившись с армией графа Турина Ардуина, он в 973 году в битве при Туртуре разгромил сарацин. Фраксинет был захвачен, причём сарацины не смогли спастись бегством, поскольку с моря Фраксинет блокировали византийцы. Крепость была разрушена, а захваченные сарацины проданы в рабство. В результате Гильом, который получил прозвище Освободитель, к 974 году окончательно изгнал сарацин из Прованса, а король Бургундии Конрад I признал земли к востоку от Роны наследственным владением графов Прованса. В 979 году Гильом получил также титул маркиза Прованса. Хотя он и считался вассалом короля Бургундии, но проводил независимую политику. Рауль Глабер в своей хронике упоминает Гильома с титулом герцога.
Позже по просьбе епископа Гренобля Исарна повторно заселил обезлюдевшую территорию Дофине. Кроме того, Гильом по просьбе епископа Фрежюса Рикульфа уладил спор с итальянским графом Уго Блавия из-за земли в окрестностях города.
В последние годы жизни Гильом, ставший очень набожным, сделал множество дарений церкви. Также он вместе с аббатом Майёлем основал бенедиктинский монастырь Сарриан. Незадолго до своей смерти Гильом постригся в монахи и умер в 993 году в Авиньоне. Его тело было похоронено в монастырской церкви Святого Креста в основанном им Сарриане.
Единственный сын Гильома Освободителя, Гильом II, в момент смерти отца был ещё малолетним ребёнком, что позволило Ротбальду II присвоить себе титул маркиза Прованса.

## Брак и дети
1-я жена: между 968 и апрелем 970 Арсинда (ум. после 17 апреля 979), возможно дочь Арно I, графа Комменжа и Кузерана. Дети:
- Одилия (ок. 976 — 1032); муж: Ложье (ок. 950 — 1032), сеньор Ниццы, Греольера, Ванса и Канн

2-я жена: с 984/986 Аделаида (Бланка) Анжуйская (ок. 945/950 — 29 мая 1026), дочь графа Анжу Фулька II Доброго и Герберги, вдова виконта Жеводана Этьена де Бриуда и графа Тулузы Раймунда (V), разведённая жена короля Франции Людовика V Ленивого. Дети:
- Гильом II Благочестивый (ок. 986/987 — 1018 до 30 мая), граф Прованса с 993[2]
- Констанция Арльская (ок. 987/989 — 25 июля 1032); муж: с сентября 1001/25 августа 1003 Роберт II Благочестивый (27 марта 972 — 20 июля 1031), король Франции с 996

Возможно, что дочерью Гильома и Аделаиды Анжуйской была Ирменгарда Арльская, жена Роберта I, графа Оверни.